# Corispermum afghanicum
Corispermum afghanicum är en amarantväxtart som beskrevs av Dieter Podlech. Corispermum afghanicum ingår i släktet lusfrön, och familjen amarantväxter. Inga underarter finns listade i Catalogue of Life.